# 多氏歐白魚
多氏歐白魚（学名：Alburnus doriae）為輻鰭魚綱鯉形目雅羅魚科歐白魚屬的其中一種，分布於亞洲伊朗Zayandeh河、庫姆河和Gareh-Chai河流域，本魚體細長且側扁，背部輪廓略微凸出或筆直，吻尖，口上位，下顎通常伸出上顎，鼻子至少與眼徑一樣長，背部呈深橄欖棕色至灰色，側面、腹部和頭部下部有銀色，從眼睛後部到尾柄有一條深灰色條帶，在側面下方和上方有深棕色斑點線。 除了胸鰭和腹鰭的基部呈橙色外，其他鰭沒有顏色，體長可達18.1公分，棲息在底中層水域，生活習性不明。

## 扩展阅读
維基物種上的相關：多氏歐白魚